# Schmaar
Die Schmaar (in einem Teilabschnitt auch Kleine Sude genannt) ist ein rechter Nebenfluss der Sude im Landkreis Ludwigslust-Parchim im Südwesten Mecklenburgs.

## Verlauf
Der Fluss hat seinen Ursprung am Zusammenfluss zweier Gräben nordöstlich des zur Stadt Wittenburg gehörenden Ortsteils Helm in einem nicht militärisch genutzten Korridor zwischen zwei Teilflächen des Standortübungsplatzes Hagenow. Die beiden Gräben beginnen am Osthang des Heidbergs auf einer Geländehöhe von etwa 53 m ü. NHN. Die Schmaar verläuft unter Aufnahme des Helmer Mühlengrabens und weiterer Gräben zunächst in östlicher Richtung bis zum Ort Woldmühle. Dort wurde einst das Wasser in einem Mühlenteich aufgestaut und eine Wassermühle betrieben. Das noch existierende Gebäude wird heute als Wohnung genutzt. Von hier an fließt das Gewässer südöstlich bis Hagenow. Die Innenstadt wird von Ost nach West durchquert und die Bundesstraße 321 gekreuzt. In der Stadt wird der Fluss als länglicher Mühlenteich aufgestaut. Das Mühlengebäude existiert noch, an die ehemalige Nutzung erinnert jedoch nur noch ein Hinweisschild.
Westlich des bebauten Stadtgebiets von Hagenow wendet sich der nunmehr Kleine Sude genannte Flusslauf in südliche Richtung. Auch dort münden mehrere Gräben, unter ihnen der Menckengraben, ein. In dem Abschnitt werden die Berlin-Hamburger Bahn und die Bundesstraße 5 unterquert. Die Kleine Sude mündet unter Beibehaltung der Gewässerkennzahl nach dem Zusammenfluss mit der Rotenfurt westlich von Redefin in die Sude.
Bereits vor der Vereinigung mit der Rotenfurt zweigt die Schmaar mit abweichender Gewässerkennzahl 5936362, später 593636, jedoch in westlicher Richtung ab und mündet nach 5,2 Kilometern begradigtem Lauf nördlich des Lübtheener Ortsteils Bandekow in die Sude.

## Geschichte
Durch den Bau einer neuen Kläranlage in Hagenow im Jahr 1995 konnte die Gewässerbelastung deutlich verringert werden. Die Gewässergüteklasse verbesserte sich von III-IV (sehr stark verschmutzt) auf II (mäßig belastet).
Gerade Flussläufe weisen auf eine starke Regulierung des Gewässers in der Vergangenheit hin. Auch laut Wasserrahmenrichtlinie Mecklenburg-Vorpommern wird der Flusslauf vorläufig als erheblich verändert/künstlich ausgewiesen. Im Bereich Hagenow wurde die Schmaar auf 1,7 Kilometer Länge renaturiert, dazu zählten die Rückverlegung in ein mäandrierendes Flussbett 2007, die Entschlammung des Mühlenteiches 2005 und der Bau eines Sedimentfanges 2006. Abschließend wurde im Oktober 2009 mit dem Bau einer Fischtreppe am Ablauf des Mühlenteiches begonnen.

## Fauna
In der Schmaar kommen hauptsächlich Plötze, Barsche und Hechte vor.